# Barrio Guerrero
Barrio Guerrero är en ort i Mexiko.   Den ligger i kommunen Tehuipango och delstaten Veracruz, i den sydöstra delen av landet, 240 km öster om huvudstaden Mexico City. Barrio Guerrero ligger 2 325 meter över havet och antalet invånare är 342.
Terrängen runt Barrio Guerrero är kuperad söderut, men norrut är den bergig. Runt Barrio Guerrero är det ganska tätbefolkat, med 134 invånare per kvadratkilometer. Närmaste större samhälle är Zongolica, 17,8 km norr om Barrio Guerrero. Omgivningarna runt Barrio Guerrero är en mosaik av jordbruksmark och naturlig växtlighet.